# 広島市交通科学館

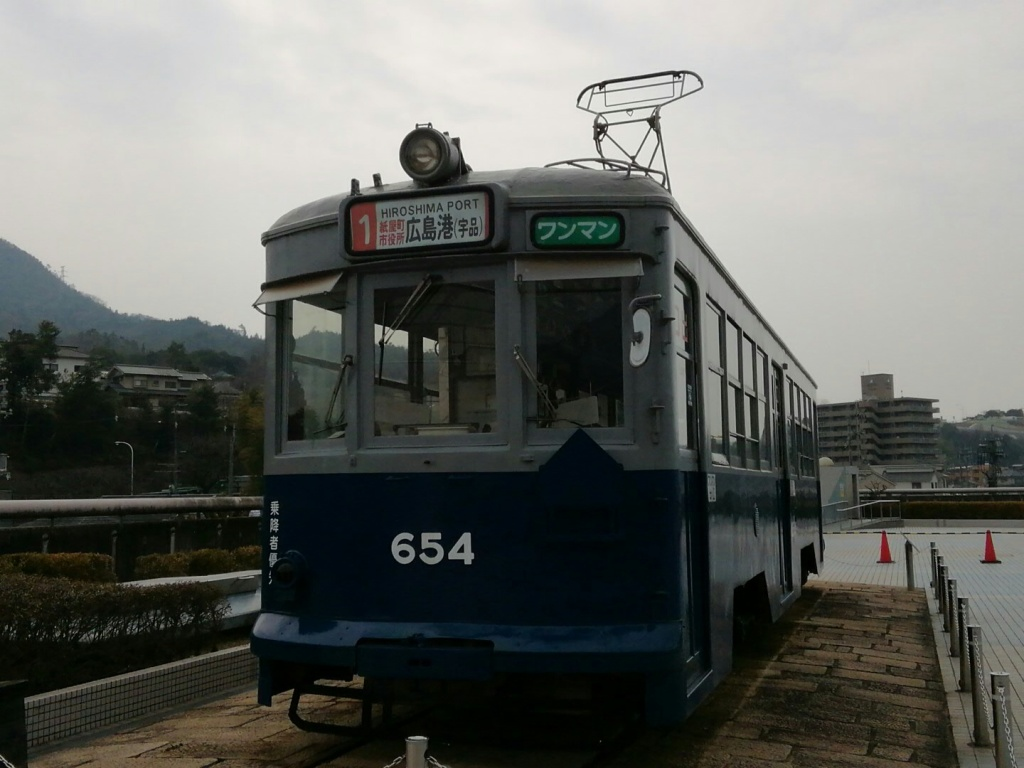
展示されている広島電鉄654号 2018年2月25日撮影

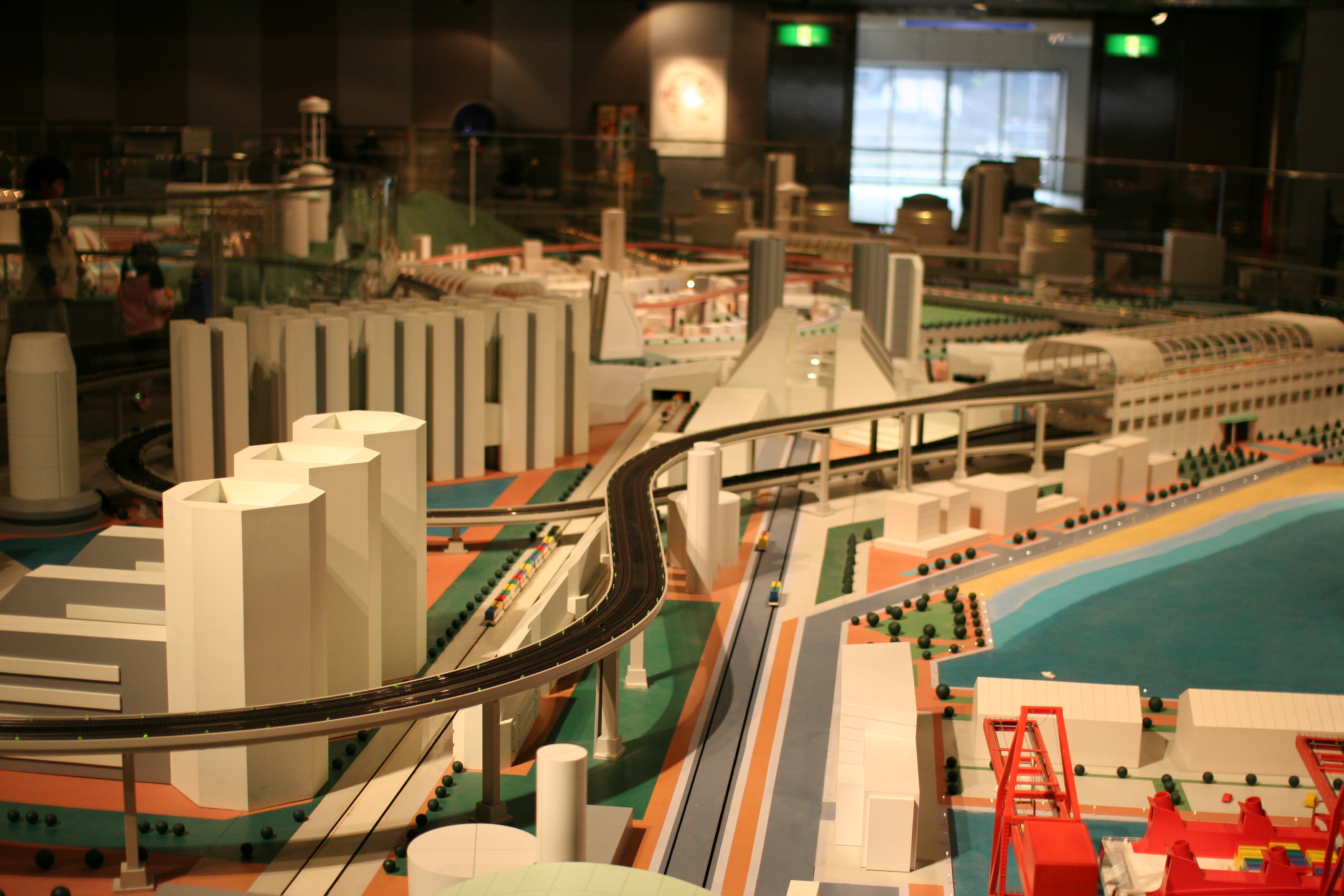
ビークルシティ

広島市交通科学館（ひろしましこうつうかがくかん）は、広島市安佐南区にある屋内型の科学館（登録博物館）である。
アストラムライン長楽寺車庫の人工地盤上に、1995年（平成7年）3月18日に広島市交通科学館として開館した。
科学館のテーマは乗り物と交通。2000点を超える乗り物の模型及びその情報と体験型展示を中心とした常設展示、特定のテーマに添った企画展に加え、子供を中心とした工作教室などを随時開催している。
2015年（平成27年）6月1日から、近隣に所在する沼田自動車学校を運営する「株式会社アフィス」が命名権を取得し、呼称を「ヌマジ交通ミュージアム」とした。

## 施設
科学館は4階建てで、屋外広場を併設する。その外観はエンジンをイメージしたものである。1階及び屋外広場の利用は無料。2階以上は有料である。当初の観覧券は各種の乗り物模型がモチーフされたデザインだったが、現在は廃止されている。
1階はミュージアムショップ、多目的ホール、ライブラリーなどがある。
企画展示の一部もここで行われることがある。ライブラリーには多くの交通や乗り物に関する図書やビデオがあり、利用は無料である。
2階は2000点を超える陸海空にわたる世界の乗り物の模型が展示されている。館内各所に設置されている端末装置「ハイパーブック」でこれらの乗り物についての情報を調べることができる。
「シティランナー」では、正面の画面に現れる街「ビークルシティ」に入り込み、自転車や電車を運転するような感覚で内部を仮想移動体験できる。
「エポックシーン」では、陸海空それぞれの乗り物に関連した歴史的な場面をミニジオラマで表現されている。
TGVの車輪や船のスクリュー、レーシングカーのタイヤやジェット機のタービンフィンの実物などもあり、それぞれの乗り物のエネルギーの最終出力部分を見ることもできる。
特別展示室では、年数回、企画展示が開催されている。
3階と4階は吹き抜けとなっており、直径20mの巨大な近未来交通パノラマ模型「ビークルシティ」がある。「ビークルシティ」は、空想の世界ではなく、開館当時、近未来に実現可能であろう技術を模型化し都市として表現したものである。
この「ビークルシティ」を見下ろすように「ビューカプセル」がある。カプセル内では、ビークルシティの内部を映像と音響によって擬似的に体験できたり、交通や乗り物についての解説を視聴することができる。なお、ここは当初、1986年に開催されたバンクーバー国際交通博覧会の日本政府館で展示された交通ジオラマを移設予定であった。
屋外広場にはサイクルロード、カート広場があり、ユニークな乗り方をするおもしろ自転車や幼児対象のバッテリーカートを楽しむことができる。また、ここに後述の被爆電車が設置されている。

### 被爆電車
開館当初、実物資料の展示はなかったが、2006年（平成18年）7月21日から、被爆電車として知られる広島電鉄650形電車の654号車が屋外保存・展示されている。露天展示で、屋根設置のための基礎があるものの2013年時点では広島市側は屋根の設置を選択肢に入れていない。
また、2015年には1945年当時の塗装に塗り替えられた。

## 利用情報
開館時間
9時 - 17時
展示室への入場、おもしろ自転車の発券は16時30分まで。
休館日
月曜日、祝日の翌日、年末年始（12月29日 - 1月3日）
月曜日が祝日の場合は開館し、次の平日が振替休館となる。
観覧料
一般 - 510円（410円）、高校生 - 250円（200円）
（）内は30人以上の団体料金、中学生以下は無料。
アストラムライン長楽寺駅の改札内にある「利用証明書」を持参すると、団体料金と同額に割引される。
本館1階への入館、屋外広場への入場は無料。
おもしろ自転車、バッテリーカートはそれぞれ1回30分100円。
駐車場
乗用車 - 78台（無料）

## その他
- 1階に設置してあるアストラムライン型自動販売機、3階に設置してある中の見えるスケルトンの自動販売機も隠れたポイントであったが、撤去された。
- ミュージアムショップにも、路面電車の実物の運転席が展示してある。
- 屋外広場の一番奥の階段には「腕木機械信号機」が展示してあり、懐かしい姿を見ることができる[要出典]。
- 「カフェレストラン シャトル」は2017年3月に閉店[5]。

## アクセス
- アストラムライン長楽寺駅から徒歩3分。
- 山陽自動車道五日市インターチェンジから東へ約6キロメートル。または同広島インターチェンジから西へ約6キロメートル。いずれもアストラムライン高架下道路（大原 - 伴中央間は広島県道265号伴広島線、伴中央 - 広域公園前間は広島県道71号広島湯来線）（中筋 - 大原間は広島県道38号広島豊平線）を経由して約10分。
- 無料駐車場あり。